# Руфиан, Габриэль
Хуа́н Габрие́ль Руфиа́н Роме́ро (исп. Juan Gabriel Rufián Romero; род. 8 февраля 1982, Санта-Колома-де-Граменет) — каталонский политик левого толка. Сторонник движения за независимость Каталонии. Участвует в работе платформы «Су́мате» («Присоединяйся»), с 2013 года объединяющей граждан, не владеющих каталанским языком, но поддерживающих идею независимости Каталонии. С 11 июня 2019 года занимает должность пресс-секретаря фракции «Левых республиканцев Каталонии» в Конгрессе депутатов Испании.

## Биография
Габриэль Руфиан родился в рабочей семье в провинции Хаэн, вырос в Каталонии. Проживает в Сабаделе. Руфиан — дипломированный специалист в области трудовых отношений и магистр делового администрирования в области трудовых ресурсов, окончил Университет имени Помпеу Фабры. До начала политической деятельности Габриэль Руфиан в течение десяти лет работал в компании, предоставляющей услуги временного трудоустройства.
На всеобщих выборах в Испании 2015 года Руфиан возглавил список «Левых республиканцев Каталонии» и был избран депутатом Конгресса депутатов Испании. В мае 2015 года Руфиан был избран в Национальный секретариат Каталонской национальной ассамблеи, вышел из его состава 30 октября 2015 года для участия в выборах 20 декабря 2015 года.